# Баренцбург
Баренцбург (норв. Barentsburg) — кам'яновугільне родовище, селище та копальня на острові Шпіцберген. Щорічний видобуток вугілля — на рівні 300—350 тис. т. Розташоване на території Норвегії, на якій Росія користується правом концесії.

## Населення
Ба́ренцбу́рг — другий за величиною населений пункт на архіпелазі Шпіцберген — 435 жителів — росіяни та українці.

## Назва
Свою назву Баренцбург отримав на честь голландського мореплавця Віллема Баренца, який відвідав Шпіцберген в 1596–1597 рр.

## Історія
Архіпелаг, ймовірно, вперше виявлений вікінгами або поморами в XII столітті (був відомий поморам під назвою Грумант; зараз так називається одне з покинутих російських селищ на островах). З 1194 року якийсь Свальбард згадується в норвезьких літописах. Однак немає впевненості, що мався на увазі саме сьогоднішній Свальбард. Це могли бути і Гренландія, і Ян-Маєн.
Перше постійне радянське селище виникло у Баренцбурзі в 1920 році. Хоча архіпелаг Шпіцберген і перебуває під норвезьким суверенітетом, унікальний договір про його статус (Шпіцбергенський трактат від 1920 року) надає громадянам усіх країн-підписантів рівні права щодо економічної експлуатації природних ресурсів, не забезпечуючи, однак, прав екстериторіальності. Нині Росія — єдина країна, крім самої Норвегії, підтримує свою економічну присутність на Шпіцбергені. У Баренцбурзі знаходиться консульство Російської Федерації.
Як стверджує Володимир Платонов, який два роки очолював видобуток вугілля у Баренцбурзі, на відміну від сусідньої Піраміди, це місто було закріплене за шахтарями-українцями з Донбасу.

## Клімат
В Баренцбурзі арктичний клімат.
| Клімат Баренцбурга (норма 1981-2010) | Клімат Баренцбурга (норма 1981-2010) | Клімат Баренцбурга (норма 1981-2010) | Клімат Баренцбурга (норма 1981-2010) | Клімат Баренцбурга (норма 1981-2010) | Клімат Баренцбурга (норма 1981-2010) | Клімат Баренцбурга (норма 1981-2010) | Клімат Баренцбурга (норма 1981-2010) | Клімат Баренцбурга (норма 1981-2010) | Клімат Баренцбурга (норма 1981-2010) | Клімат Баренцбурга (норма 1981-2010) | Клімат Баренцбурга (норма 1981-2010) | Клімат Баренцбурга (норма 1981-2010) | Клімат Баренцбурга (норма 1981-2010) |
| Показник                             | Січ.                                 | Лют.                                 | Бер.                                 | Квіт.                                | Трав.                                | Черв.                                | Лип.                                 | Серп.                                | Вер.                                 | Жовт.                                | Лист.                                | Груд.                                | Рік                                  |
| Абсолютний максимум, °C              | 6,8                                  | 5,6                                  | 7,5                                  | 7,3                                  | 9,9                                  | 14,6                                 | 20,3                                 | 17,5                                 | 12,1                                 | 8,5                                  | 6,8                                  | 5,9                                  | 20,3                                 |
| Середній максимум, °C                | −9,1                                 | −9,4                                 | −9,4                                 | −6,4                                 | −1,1                                 | 4,0                                  | 8,4                                  | 7,2                                  | 2,9                                  | −2,6                                 | −5,1                                 | −7,4                                 | −2,3                                 |
| Середня температура, °C              | −12,1                                | −12,7                                | −12,4                                | −9,7                                 | −3,3                                 | 2,2                                  | 6,0                                  | 5,1                                  | 1,0                                  | −4,7                                 | −7,6                                 | −10,5                                | −4,9                                 |
| Середній мінімум, °C                 | −15,2                                | −15,7                                | −15,5                                | −12,1                                | −5,1                                 | 0,8                                  | 4,4                                  | 3,6                                  | −0,4                                 | −6,6                                 | −10,1                                | −12,9                                | −7,1                                 |
| Абсолютний мінімум, °C               | −37,1                                | −39,3                                | −39,8                                | −31,3                                | −22,5                                | −9,2                                 | −0,7                                 | −3,5                                 | −12                                  | −27,1                                | −29,3                                | −37,3                                | −39,8                                |
| ------------------------------------ | ------------------------------------ | ------------------------------------ | ------------------------------------ | ------------------------------------ | ------------------------------------ | ------------------------------------ | ------------------------------------ | ------------------------------------ | ------------------------------------ | ------------------------------------ | ------------------------------------ | ------------------------------------ | ------------------------------------ |
| Джерело: Погода і клімат             |                                      |                                      |                                      |                                      |                                      |                                      |                                      |                                      |                                      |                                      |                                      |                                      |                                      |

## Економіка
Головна економічна активність до 2006 року — видобуток вугілля компанією «Арктикуголь». Сьогодні видобуток вугілля — нерентабельний, і працівники зайняті забезпеченням життєдіяльності самого поселення. Відстань від Лонг'їра до Баренцбурга — 55 км.

## Галерея

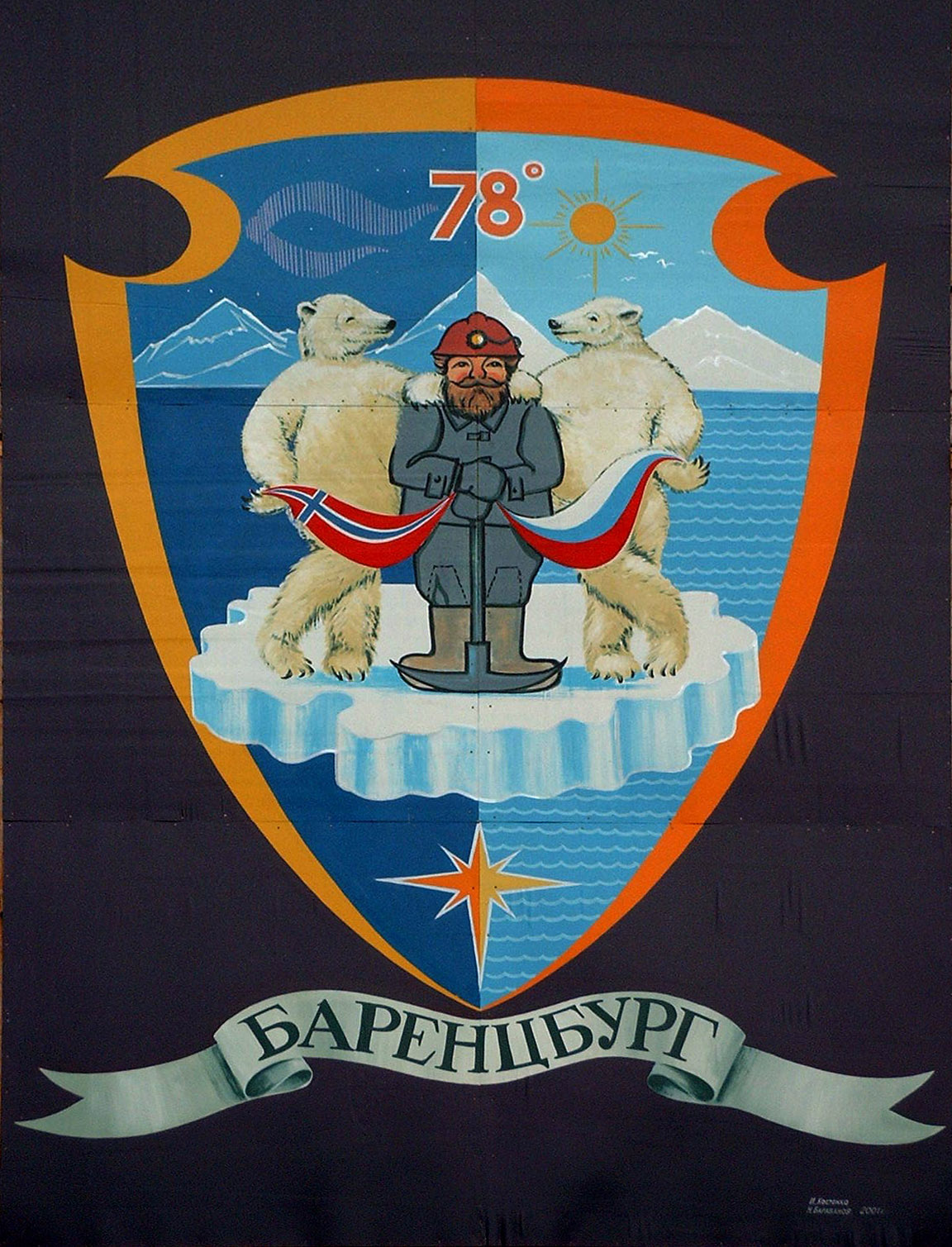
Баренцбург: шахтарі і полярні ведмеді на 78° північної широти
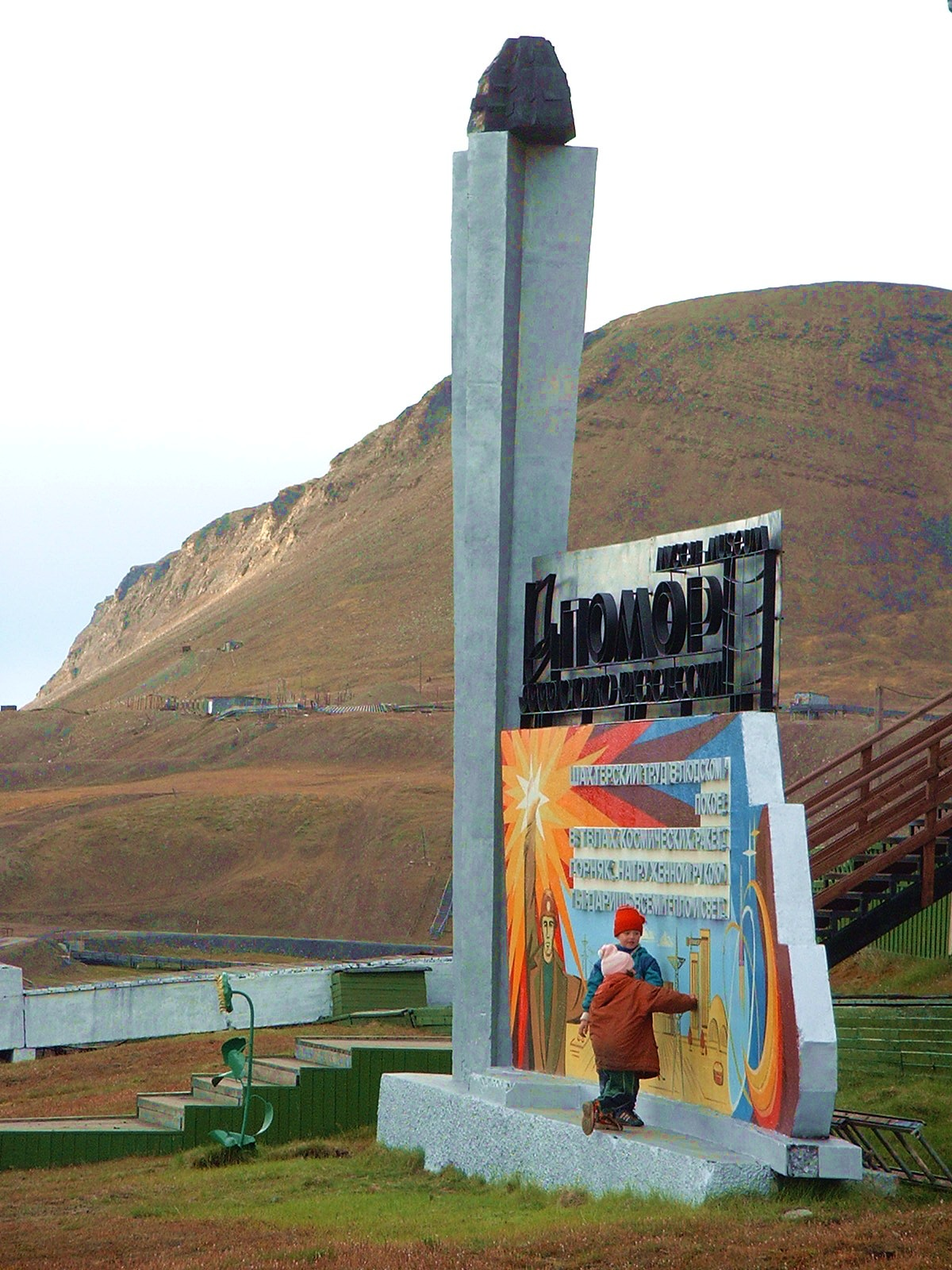
Стела, що прославляє працю шахтарів
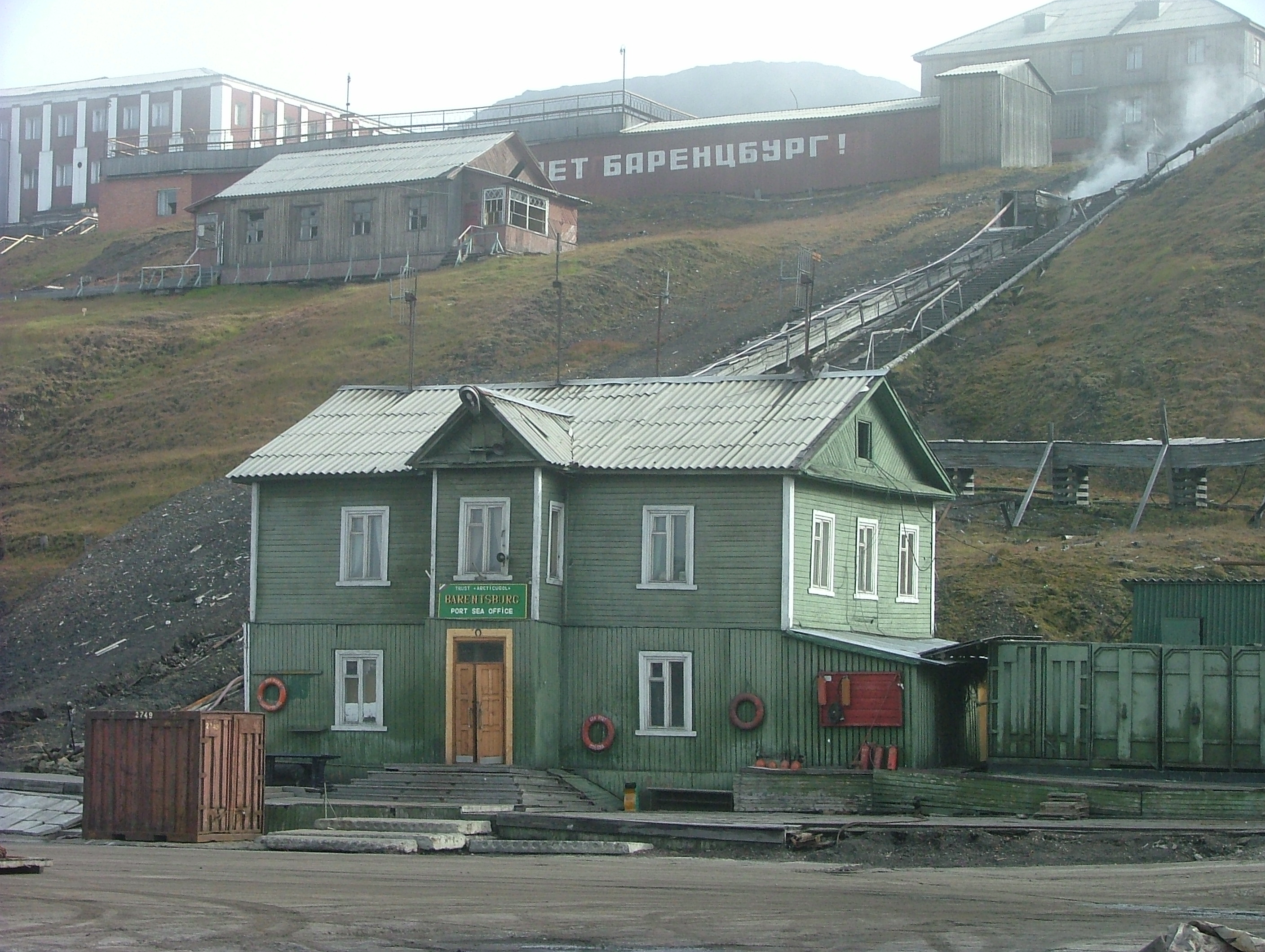
Вид на Баренцбург зі сторони моря
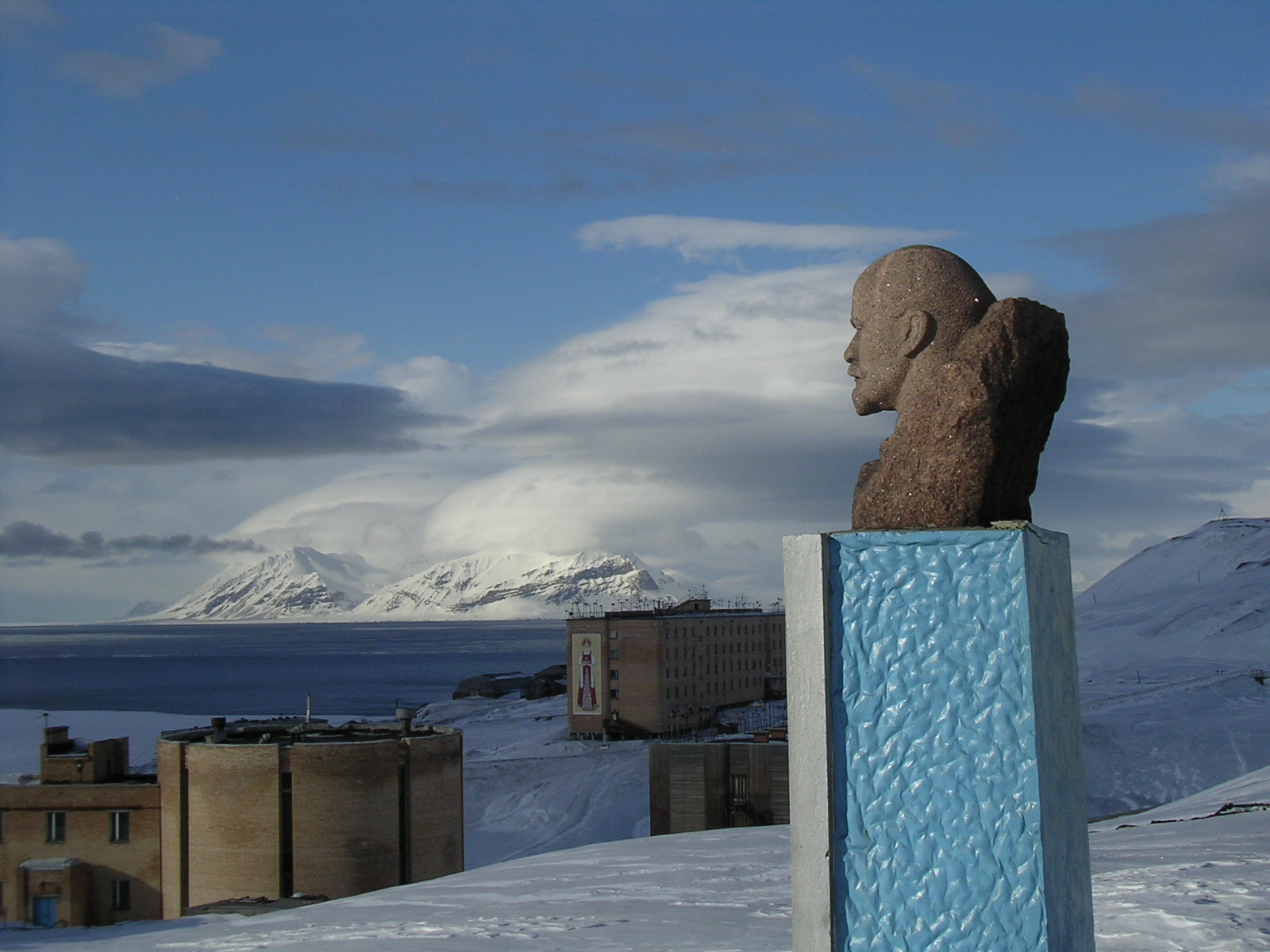
Пам’ятник Леніну в селищі Баренцбург, Найпівнічніший у світі
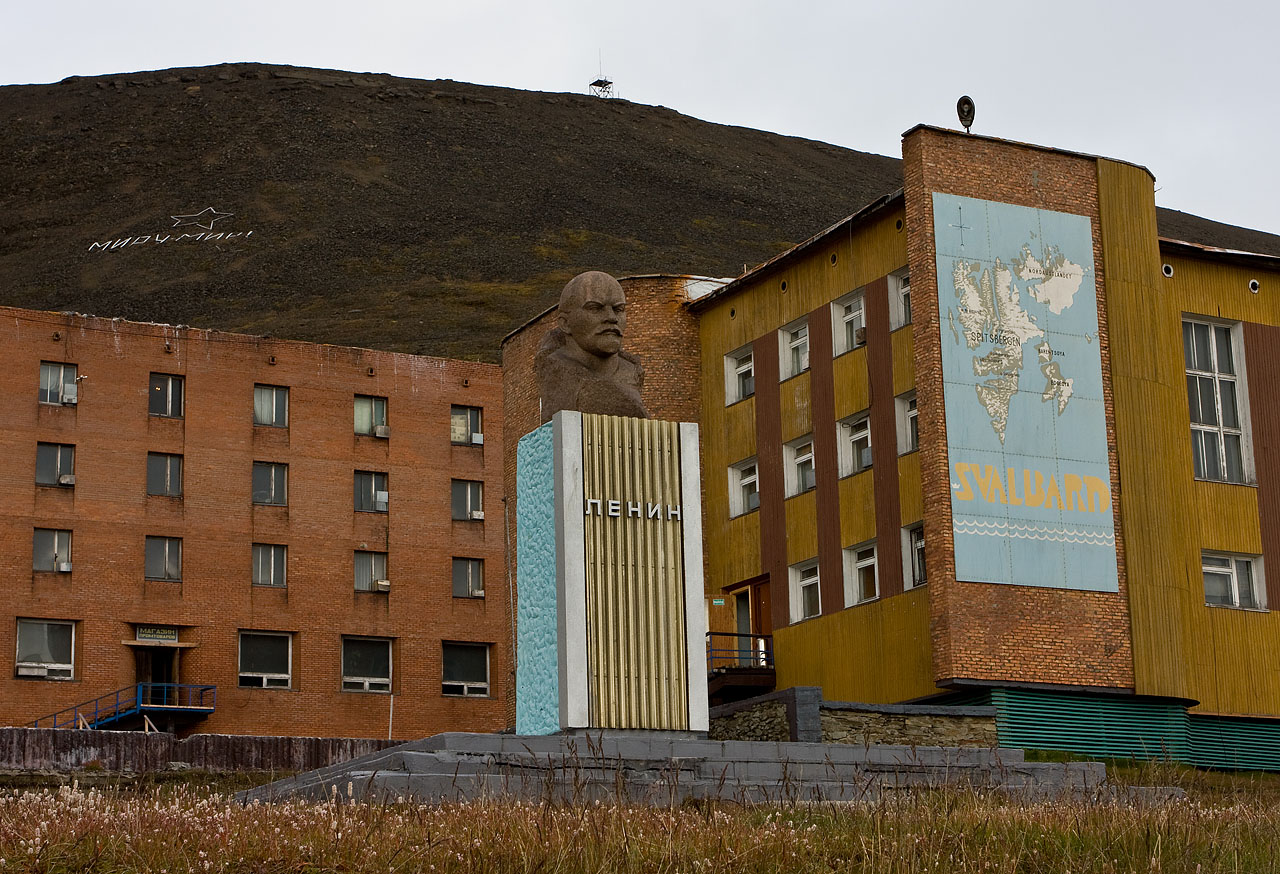
Бюст Леніна
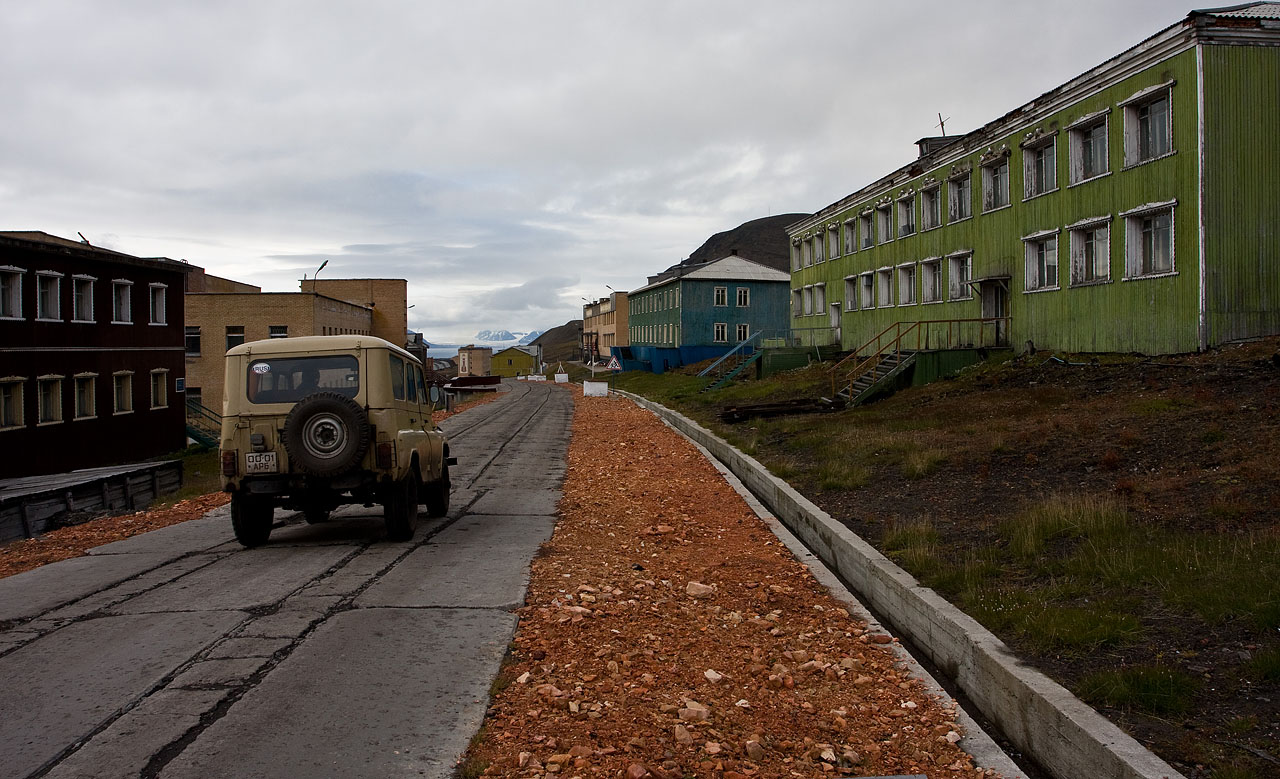
Вулиця Івана Старостіна
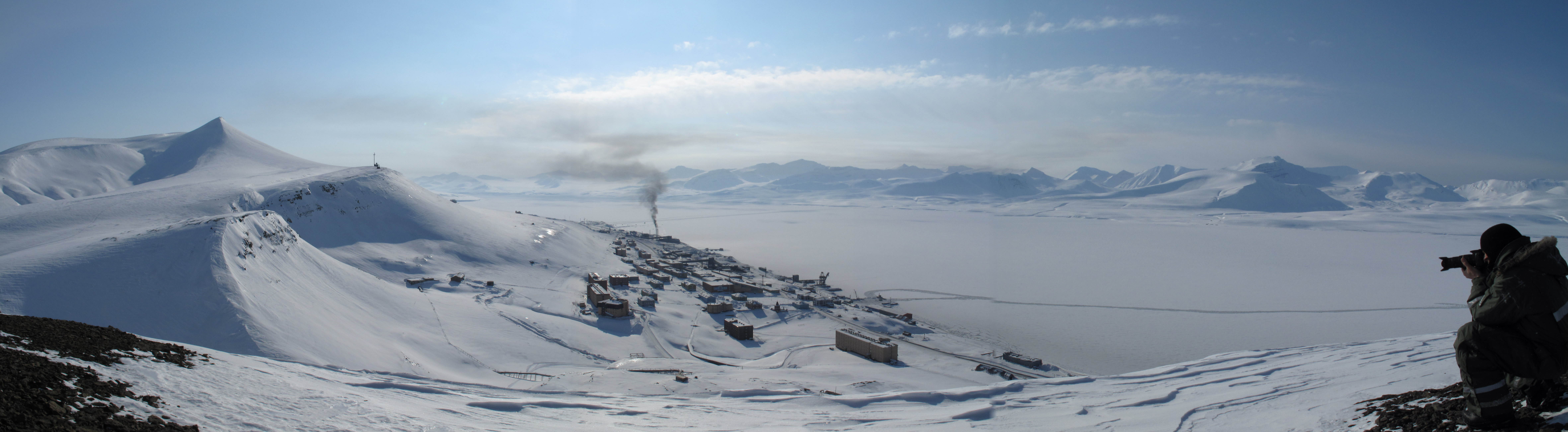
Вид на місто
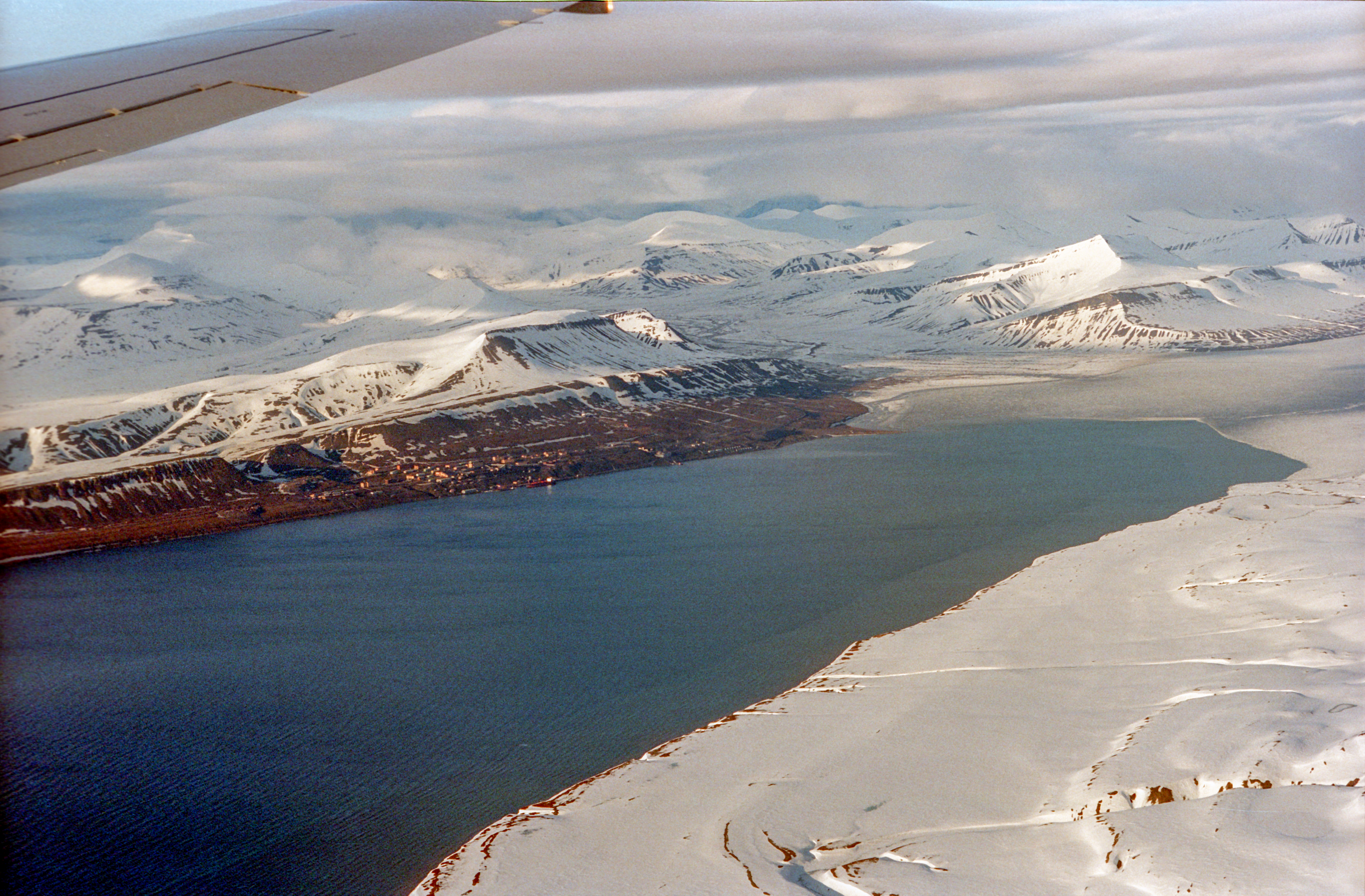
Баренцбург з повітря
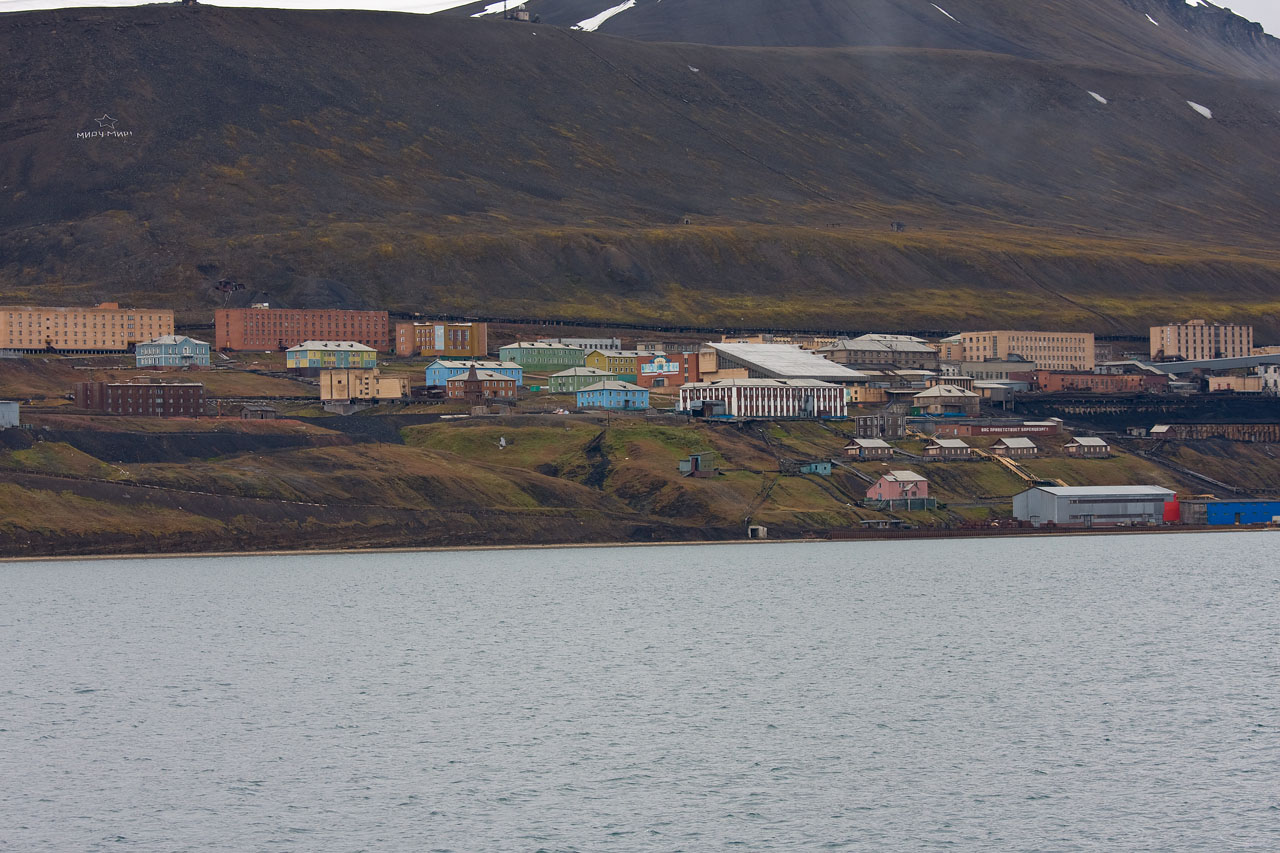
Баренцбург з моря
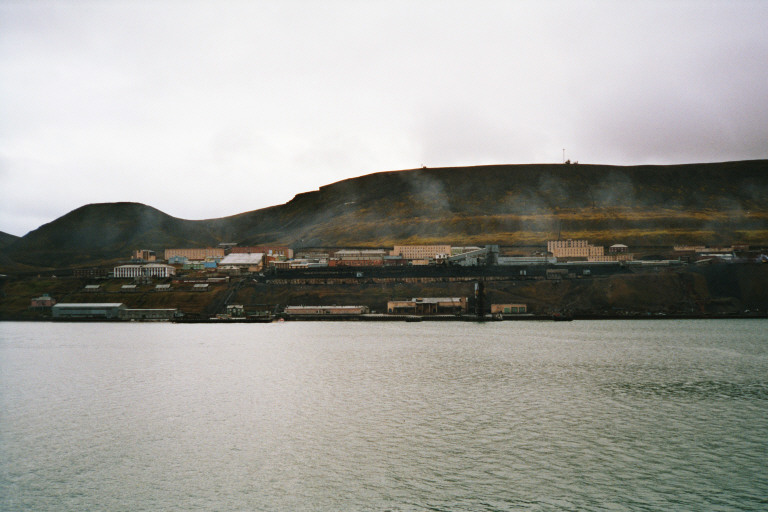
Баренцбург з моря
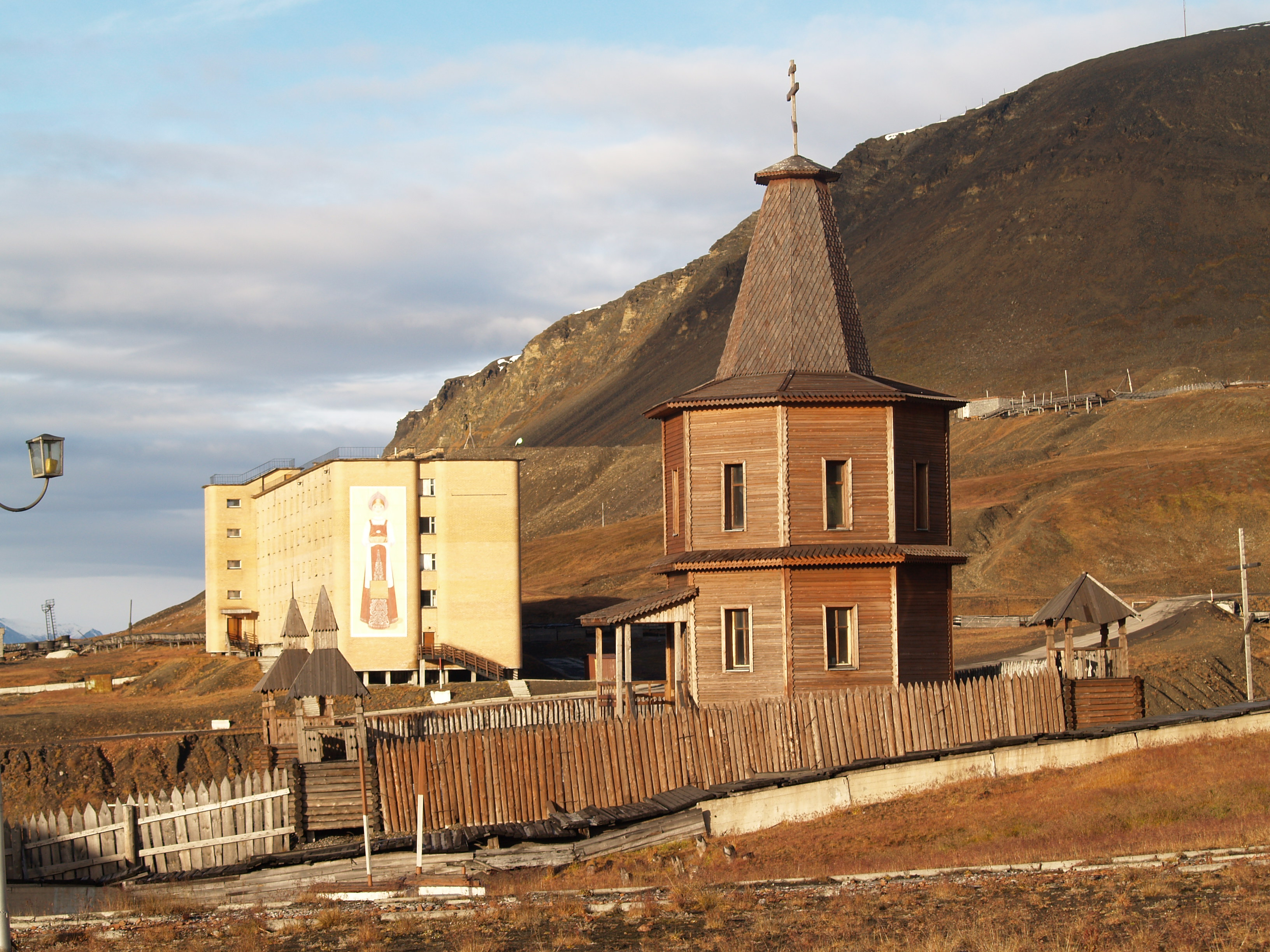
Православна церква в Баренцбурзі